# Checkpoint (Buffy the Vampire Slayer)
Checkpoint es el decimosegundo episodio de la quinta temporada de Buffy the Vampire Slayer.

## Argumento
Giles (Anthony Head )anuncia en casa de Buffy (Sarah Michelle Gellar) que algunos representantes del Consejo de Vigilantes están de camino para darles información sobre Glory (Clare Kramer). Mientras, ésta recibe la noticia de que la Alineación será antes de lo esperado, así que tendrá que conseguir la Llave antes. Sus secuaces le advierten que queda poco tiempo, pero Glory, segura de sí misma, cree que si Buffy es lo único que se interpone entre la llave y ella, entonces le sobra tiempo.
En la tienda de magia aparece el equipo de Vigilantes. Quentin (Harris Yulin) dice que no dará la información sobre Glory hasta que hayan hecho una evaluación de las habilidades y métodos de Buffy. Esa noche Buffy y Giles hablan sobre la prueba. Ella tiene miedo de no pasarla y de que se lleven a Giles. Al día siguiente los Vigilantes empiezan a hacer entrevistas. Anya (Emma Caufield) se inventa un pasado ridículo para ella, Xander (Nicholas Brendon) tiene que admitir que no tiene ningún poder especial, Willow (Alyson Hannigan) y Tara (Amber Benson) son interrogadas sobre su relación y ambas confiesan su amor mutuo, pero entonces el Vigilante les aclara que se refería a su relación con Buffy. También entrevistan a Spike (James Marsters).
La prueba física de Buffy es proteger, con los ojos vendados, a un muñeco de entrenamiento de un Vigilante armado con un hacha. Travers le dará las instrucciones de movimientos en japonés y ella deberá seguir las mismas. El muñeco recibe un hachazo accidental y Buffy intenta que le den otra oportunidad, pero Travers le dice que ya ha visto bastante y que el resto de la evaluación será esa tarde.
Glory la está esperando en su casa para hablar. Sabe que ella tiene la Llave o bien que sabe dónde está. Glory le dice que las personas a las que quiere morirán si Buffy no la ayuda. Buffy se da cuenta de que necesita mantener a Joyce (Kristine Sutherland) y Dawn (Michelle Trachtenberg) apartadas de Glory, así que se las lleva a la cripta de Spike. Se acomodan, no parecen asustadas.
Mientras va a la tienda, Buffy se encuentra con unos enmascarados con espadas. Lucha contra ellos y descubre que son humanos al quitarle las máscaras a uno. Son miembros de los Caballeros de Bizancio, una orden ancestral, quienes están decididos a destruir a la Llave y a su protector. Buffy entra cambiada a la tienda: no más entrevistas, ni pruebas, ni nada. Sabe que tiene poder sobre Glory porque tiene algo que ésta necesita y también sobre el Consejo, porque sin ella su existencia no tendría ningún propósito. Les explica las nuevas normas: el Consejo compartirá toda la información que tengan de Glory, se irán y llamarán sólo cuando tengan algo más. No sólo dejarán a Giles en el país, sino que además le devolverán su puesto de Vigilante, con su salario completo y con efectos retroactivos.
Lo malo, le aclara Travers, es que Glory no es un demonio: es una diosa.

## Reparto

### Personajes principales
- Sarah Michelle Gellar como Buffy Summers.
- Nicholas Brendon como Xander Harris.
- Alyson Hannigan como Willow Rosenberg.
- Emma Caulfield como Anya Jenkins.
- Michelle Trachtenberg como Dawn Summers.
- James Marsters como Spike.
- Anthony Stewart Head como Rupert Giles.

### Apariciones especiales
- Amber Benson como Tara Maclay.
- Clare Kramer como Glory.
- Charlie Weber como Ben.
- Cynthia LaMontagne como Lydia.
- Oliver Muirhead como Phillip.
- Kris Iyer como Nigel.
- Kevin Weisman como Dreg.
- Troy T. Blendell como Jinx.
- Kristine Sutherland como Joyce Summers.

### Personajes secundarios
- Harris Yulin como Quentin Travers.
- Wesley Mask como Profesor Roberts.
- Justin Gorence como Orlando.
- Peter Husmann como Cartero.
- Jack Thomas como Miembro del Consejo 4.
- John O'Leary como Miembro del Consejo 5.

## Producción